# Oiva Tuulio
Oiva Johannes Tuulio (till 1933 Tallgren), född 17 januari 1878 i Pyhäjärvi, död 21 juni 1941 i Helsingfors, var en finländsk romanist.
Tuulio blev filosofie doktor 1907, utnämndes till docent 1910 och var 1928–1941 extra ordinarie professor i sydromanska språk vid Helsingfors universitet.
Han var en banbrytare för forskningen i spanska i Finland men forskade även i vulgärlatin, italienska och franska samt blev känd som utforskare av det fornsicilianska skriftspråket. Efter doktorsavhandlingen Estudios sobre la Gaya de Segovia (1907), den första som skrivits på spanska om spanska vid Helsingfors universitet, ägnade han bland annat arabiskans inflytande på spanskan sitt intresse. Tillsammans med brodern arkeologen Aarne Michaёl Tallgren gav han 1930 ut studien Idrisi, la Finlande et les autres pays baltiques orientaux, där han sökte påvisa likheter mellan ortnamnen på den arabiske geografen Muhammad al-Idrisis kartor från 1100-talet och ortnamnen i Finland och Baltikum. Till ämnet återkom han i Du nouveau sur Idrisi (1936).
Han var gift med författaren Tyyni Tuulio; de hade tre söner. Makarna Tuulio är gravsatta på Sandudds begravningsplats i Helsingfors.